# 마이 뉴 파트너 (1984년 영화)
《마이 뉴 파트너》(Les Ripoux, My New Partner)는 프랑스에서 제작된 끌로드 지디 감독의 1984년 코미디, 범죄 영화이다. 필립 느와레 등이 주연으로 출연하였다.

## 출연

### 주연
- 필립 느와레
- 띠에리 레미띠

### 조연
- 레진
- 그레이스 드 카피타니
- 줄리안 귀오마르